# 井川晃一
井川 晃一（いがわ こういち、1958年〈昭和33年〉9月6日 - ）は、日本の男性俳優。東京都出身。

## 来歴・人物
父は俳優の愛川欽也、妹は佳村萠。本名は、同じ字で「いかわ こういち」と読む。旧芸名は「井川 大輔」。
1974年、アメリカ・アリゾナ州のジャドソン・ハイスクールに入学。途中でニューヨークのフーザック・スクールに転校。卒業後、芸の勉強のためにバーモント州のベニントン・カレッジへ進学。同校在学中、どうしても日本で芝居をやりたいとして休学届を出して帰国、長門裕之主宰の「人間プロ」に所属。1979年10月放送のNHK総合『あめりか物語』に長門裕之の息子役で出演。
その後は主に父との共演が多い。長らく、「西村京太郎トラベルミステリー」において清水刑事役で出演していたが、第57作をもって父の愛川欽也とともに降板した。

## 出演

### テレビドラマ
- あなたが好きです
- あめりか物語
- 血族
- 街（フジテレビ・1989年4月21日）
- 木曜ゴールデンドラマ（読売テレビ）
  - 花婿の父（1991年2月7日）
- 月曜ドラマスペシャル（TBSテレビ）
  - 親子弁護士の探偵帖 第1作（1995年6月12日）
- 税理士楠銀平の事件帳簿
- 土曜ワイド劇場（テレビ朝日）
  - 美人殺しシリーズ - 刑事役
  - 西村京太郎トラベルミステリー（2-30、32-57） - 清水新一 役
  - 実年素人探偵とおんな秘書の名推理 ラブリー旅行社 今井信二 役
  - 時効を待つ女（1989年11月11日)
- ル・マンへ熱き涙を（1992年6月15日、テレビ朝日）

### 映画
- 病院へ行こう

### 舞台
- アウトスカーツ
- JUDY